# 井口雄介
井口 雄介（いぐち ゆうすけ、1985年1月5日 - ）は、日本の芸術家。

## 来歴
カナダ・オンタリオ州出身、東京都在住。
2008年に武蔵野美術大学造形学部建築学科を卒業（卒業制作優秀賞）後、2010年に武蔵野美術大学大学院造形研究科美術専攻彫刻コースを修了した（修了制作優秀賞）。2013年に武蔵野美術大学大学院博士後期課程作品制作研究領域を修了し、博士号（造形）を取得した。
2014年より、駒澤大学GMS学部非常勤講師を務める。

## 主な受賞歴
- 2008年　JeansFactoryArtAward2008　優秀賞
- 2009年　神戸ビエンナーレ2009　アートインコンテナ　入賞
- 2010年　Tokyo Midtown Award 2010 アートコンペ受賞
- 2011年　MMMみなとメディアミュージアム　大賞[3]
- 2012年　六甲ミーツ・アート 芸術散歩2012[4]　奨励賞
- 2013年　KEAT　第１回小砂環境芸術トリエンナーレ　那珂川町長賞
- 2016年　Granshipアートコンペ　グランシップ賞

## 展示歴等
- 2009年　第12回岡本太郎現代芸術賞展　入選展示[5]
- 2013年　第16回岡本太郎現代芸術賞展　入選展示
- 2017年　第20回岡本太郎現代芸術賞展　入選展示
- 2019年　第22回岡本太郎現代芸術賞展　入選展示
- 2016年　おおさかカンヴァス　展示[6]
- 2017年　六甲ミーツ・アート　2017　招待作家　「六甲富士」[7]
- 2022年　六本木アートナイト2022　KALEIDOSCAPE　66プラザ展示[8]
- 2023年　アートドキュメント2023　井口雄介展　Site-Sight-Scape　金津創作の森美術館[9]
- 2023年　ANEMOI 井口雄介展　入善町下山芸術の森発電所美術館[10]